# Pseudomys novaehollandiae
Pseudomys novaehollandiae  (Waterhouse, 1842) è un roditore della famiglia dei Muridi endemico dell'Australia

## Descrizione

### Dimensioni
Roditore di piccole dimensioni, con la lunghezza della testa e del corpo tra 65 e 90 mm, la lunghezza della coda tra 80 e 105 mm, la lunghezza del piede tra 20 e 22 mm, la lunghezza delle orecchie tra 15 e 18 mm e un peso fino a 25 g.

### Aspetto
Le parti superiori sono bruno-grigiastre, mentre le parti ventrali sono biancastre, con la base dei peli grigia. Le zampe sono bianche e sottili. La coda è più lunga della testa e del corpo. Il cariotipo è 2n=48 FN=55.

## Biologia

### Comportamento
È una specie notturna e gregaria. Costruisce complessi sistemi di cunicoli, lunghi fino a diversi metri.

### Alimentazione
Si nutre di semi, steli d'erba, funghi ed artropodi.

### Riproduzione
La stagione riproduttiva va dalla primavera agli inizi dell'estate. Le femmine danno alla luce 1-6 piccoli fino a 4 volte durante il periodo riproduttivo. L'allattamento dura 3-4 settimane.  Raggiungono la maturità sessuale dopo 13 settimane. I maschi invece dopo 20 settimane. L'aspettativa di vita è di 2 anni nelle femmine.

## Distribuzione e habitat
Questa specie è diffusa nello stato di Victoria meridionale, Nuovo Galles del Sud orientale, estremo Queensland meridionale, Tasmania nord-orientale e isola di Flinders.
Vive nelle brughiere secche e in habitat costieri fino a 900 metri di altitudine.

## Conservazione
La IUCN Red List, considerato che il numero stimato di individui maturi è inferiore a 10.000, e in diminuzione nei prossimi 10 anni, classifica P.novaehollandiae come specie vulnerabile (VU).